# Date Masamune
Date Masamune (伊達 政宗) (Yonezawa, 5 de setembro de 1567 – 27 de junho de 1636) foi um samurai japonês do Período Azuchi-Momoyama até o começo do Período Edo. Herdeiro de uma longa linhagem de poderosos daimyo na região de Tōhoku, fundou a atual cidade de Sendai. Um grande estrategista, ele era ainda mais icônico por ter perdido um olho, e Masamune era frequentemente chamado dokuganryū (独眼竜), o "dragão de um olho".

## Primeiramente

Símbolo do clã Date.

Date Masamune era o filho mais velho de Date Terumune, nascido no castelo de Yonezawa (na atual prefeitura de Yamagata). Aos 14 anos, em 1581, Masamune liderou sua primeira campanha, ajudando seu pai a enfrentar a família Sōma. Em 1584, aos 18 anos, Masamune sucedeu seu pai, Terumune, que decidiu se aposentar de sua posição de daimyo.
A família Date foi fundada no início do Período Kamakura por Isa Tomomune, que originalmente veio do distrito de Isa da província de Hitachi (atual prefeitura de Ibaraki). A família tomou seu nome do distrito de Date (atual prefeitura de Fukushima) da província de Mutsu, que foi dada a Isa Tomomune por Minamoto no Yoritomo, o primeiro xogun Kamakura, por sua ajuda nas Guerras Genpei (1180–85) e na luta de Minamoto no Yoritomo pelo poder contra seu irmão, Minamoto no Yoshitsune. A tropa de Date Masamune é reconhecida pela sua armadura preta e elmo dourado. Na série de jogos Sengoku Basara, ele é um personagem jogável, e constantemente fala em inglês

## Pessoa histórica

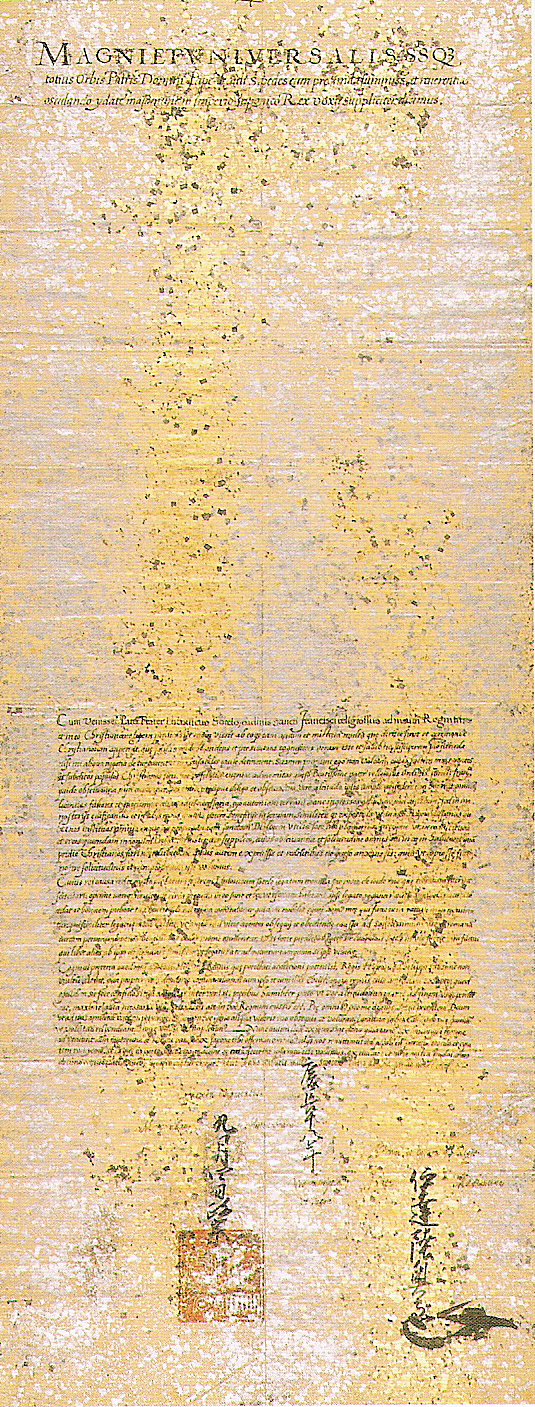
Uma carta escrita por Masamune ao papa Paulo V.

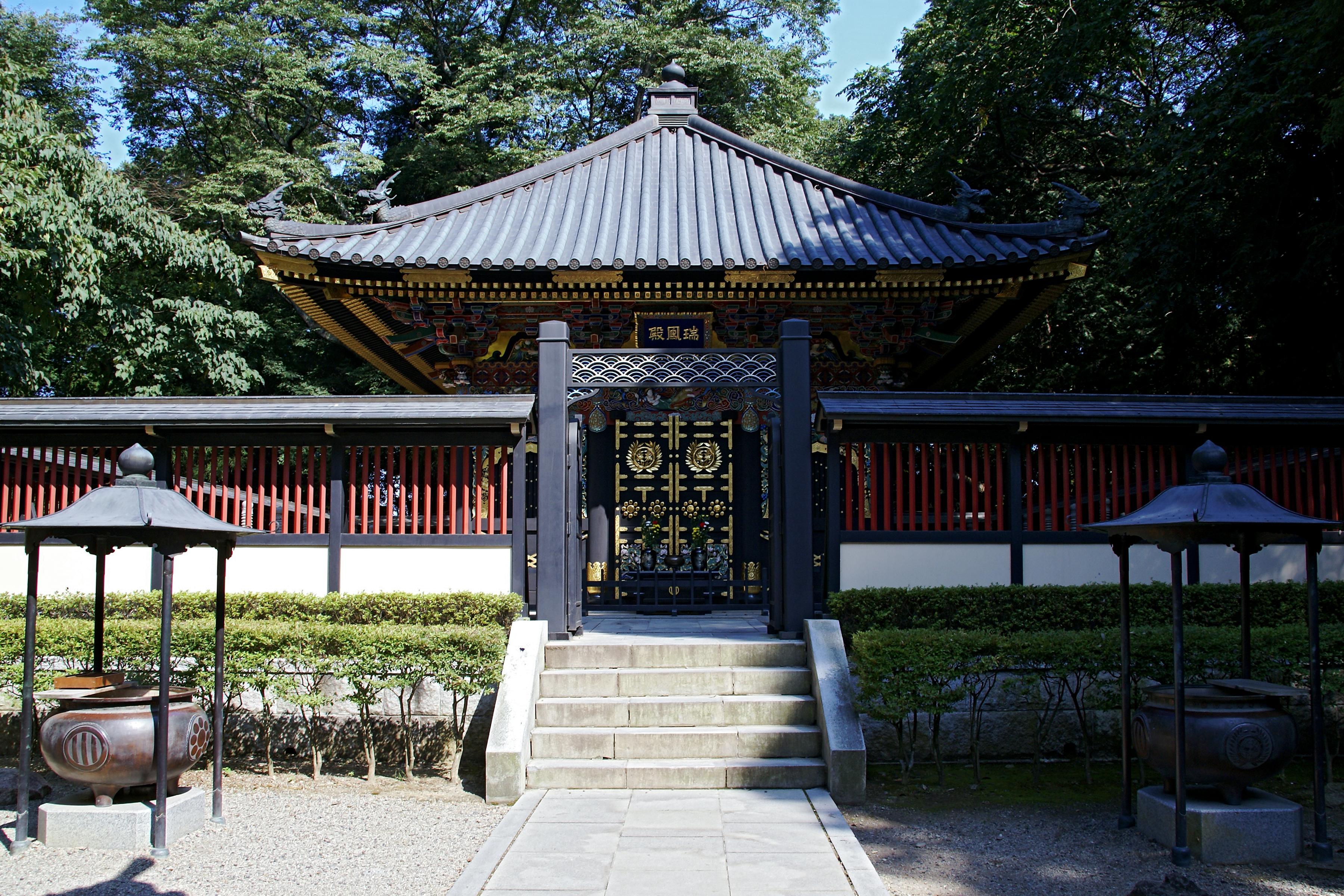
Túmulo de Masamune no mausoléu de Zuihō-den.

Masamune é conhecido por algumas coisas que o destacaram de outros daimyo de seu tempo. Em particular, seu famoso capacete em forma de lua crescente lhe deu uma reputação temível. Na infância, a varíola lhe roubou a visão do olho direito, embora não se saiba com certeza como ele perdeu todo o órgão. Algumas fontes dizem que ele mesmo retirou o olho quando um membro superior do clã lembrou que um inimigo poderia se apoderar dele em combate. Outros dizem que seu servidor de confiança Katakura Kojūrō retirou o olho para ele. Por causa do seu olho perdido, sua própria mãe o considerou incapaz de ser líder do clã e começou a preferir o seu irmão mais novo para o posto.
O clã Date construiu alianças com clãs vizinhos através de casamentos ao longo das gerações. Contudo, houve diversas disputas sobre suas terras nos séculos XV e XVI.
Logo após a sucessão de Masamune, um servidor dos Date chamado Ōuchi Sadatsuna passou para o clã Ashina da região de Aizu. Masamune declarou guerra aos Ashina pela traição, mas seu exército foi parado pelo general dos Ashina Iwashiro Morikuni, que forçou Masamune a se retirar da campanha. Masamune tomou controle do castelo de Obama depois disso.
Com a ascensão de Masamune, antigas relações amigáveis foram deixadas de lado quando ele começou a atacar e conquistar todas as terras do redor, mesmo as dos seus parentes em Mutsu e Dewa.  Chocada pela sua impiedade, uma família vizinha, Hatakeyama, desesperadamente apelou a Date Terumune para controlar as campanhas militares do seu filho.  Convidado para jantar pelos Hatakeyama, Terumune disse que não seria capaz de controlar o filho. Em um ato de desespero, a família sequestrou Terumune e tentou levá-lo consigo. Masamune, que estava fora caçando, foi avisado do sequestro.  Quando ele e seus homens encontraram os sequestradores, que estavam para cruzar um rio, Terumune mandou os homens do seu filho matarem todos os inimigos, mesmo à custa da sua própria vida.  Os homens de Masamune assim o fizeram e mataram todos, incluindo Terumune. Masamune continuou a guerra e torturou e eliminou todas as famílias dos sequestradores do seu pai.
Depois de derrotar os Ashina em 1589, ele tornou o domínio de Aizu sua base de operações.
Enquanto isso, sua relação com a mãe, Yoshihime, continuou a se deteriorar. Yoshihime insistia para Masamune renunciar à sucessão em favor de seu segundo filho, Kojiro. De acordo com alguns historiadores, ela tentou envenená-lo em uma noite ao fazer o jantar. Masamune consequentemente matou seu próprio irmão para alcançar o poder. Depois dessa tragédia, sua mãe fugiu para a casa do irmão, o clã Mogami. Contudo, seu relacionamento foi restaurado depois. Segundo pesquisa de Ken-ichi Sato, Masamune escreveu uma carta em que afirmou seu apreço à ajuda financeira da sua mãe durante a campanha na Coreia em 1593. Ken-ichi Sato, Date Masamune no tegami (Cartas de Date Masamune).
Em 1590, Toyotomi Hideyoshi tomou o castelo de Odawara e compeliu os daimyos da região de Tōhoku  a participar da campanha. Apesar de Masamune ter primeiramente recusado as demandas de Hideyoshi, ele não teve escolha, pois Hideyoshi era o líder virtual do Japão. Masamune ainda assim demorou, enfurecendo Hideyoshi. Esperando ser executado, Masamune, usando sua melhor roupa e sem demonstrar medo, encarou seu senhor.  Não querendo problemas, Hideyoshi poupou sua vida, dizendo que "ele poderia ser de algum uso".
Depois de servir a Hideyoshi por um tempo, ele recebeu o castelo de Iwatesawa e as terras ao redor como seu domínio pessoal. Masamune se mudou para lá em 1591, refez o castelo, o renomeou como Iwadeyama e estimulou o crescimento de uma cidade em sua base. Masamune ficou em Iwadeyama por 13 anos e transformou a região em um grande centro político e econômico. Ele e seus homens serviram com distinção nas invasões à Coreia sob Hideyoshi e, após a morte de Hideyoshi, ele começou a apoiar Tokugawa Ieyasu — aparentemente por conselho de Katakura Kojūrō.
Tokugawa Ieyasu premiou Masamune com o grande e lucrativo domínio de Sendai, que tornou Masamune um dos mais poderosos daimyo do Japão. Tokugawa prometeu a Masamune um domínio de um milhão de koku, mas, mesmo depois de feitas melhorias substanciais, a terra só produzia 640 000 koku, sendo que a maioria disso servia para alimentar a região de Edo. Em 1604, Masamune, acompanhado por 52 000 vassalos e suas famílias, se mudou para a então pequena vila de pescadores Sendai. Ele deixou seu quarto filho, Date Muneyasu, governando Iwadeyama.  Masamune transformaria Sendai em uma cidade grande e próspera.
Embora Masamune tenha sido um patrono das artes e simpatizado com causas estrangeiras, ele também era um daimyo agressivo e ambicioso. Logo quando ele assumiu o comando do clã Date, ele sofreu algumas derrotas de clãs poderosos e influentes como Ashina. Essas derrotas foram indubitavelmente causadas por imprudência da parte de Masamune.
Sendo um dos mais poderosos do norte do Japão, Masamune era naturalmente visto com suspeita, como qualquer rival potencial poderia ser visto. Toyotomi Hideyoshi reduziu o tamanho das suas terras depois de sua demora em comparecer ao cerco de Odawara contra Hōjō Ujimasa. Posteriormente, Tokugawa Ieyasu aumentou novamente suas posses, mas constantemente suspeitava de Masamune e suas políticas. Ele era particularmente suspeito de missionários estrangeiros, vistos como uma ameaça ao seu poder. Por isso, ele ordenou a execução do Padre Sotelo depois de sua jornada pelo mundo.
Apesar de Tokugawa Ieyasu e aliados do clã Date o verem com suspeita, Date Masamune na maior parte do tempo serviu lealmente aos Tokugawa e Toyotomi. Ele participou das campanhas de Hideyoshi na Coreia e das campanhas em Osaka. Quando Tokugawa Ieyasu estava no seu leito de morte, Masamune o visitou e leu um pedaço de um poema Zen. Masamune era muito respeitado por sua ética; um aforismo ainda citado é, "Retidão carregada em excesso endurece em rigidez; benevolência além das medidas afunda em fraqueza".

## Patrono da cultura e do cristianismo
Masamune expandiu o comércio na antes remota região de Tōhoku. Apesar de inicialmente ter enfrentado ataques de clãs hostis, ele os superou depois de algumas derrotas e depois governou um dos maiores feudos do xogunato Tokugawa. Ele construiu vários palácios e trabalhou em diversos projetos para embelezar a região. Ele é também conhecido por ter encorajado a vinda de estrangeiros às suas terras. É improvável que o próprio Masamune tenha sido secretamente um cristão convertido. Apesar de ele ter fundado e promovido uma comitiva para estabelecer relações com o papa em Roma, ele provavelmente estava pelo menos em parte motivado por um desejo por tecnologia estrangeira, similar ao de outros senhores, como Oda Nobunaga. E também, depois que Tokugawa Ieyasu tornou ilegal o cristianismo, Masamune reviu sua posição e, embora a contragosto, deixou Ieyasu perseguir cristãos em seu domínio. Por 270 anos, Tōhoku permaneceu como lugar de turismo, comércio e prosperidade. Matsushima, por exemplo, uma série de pequenas ilhas, foi elogiada pela sua beleza e serenidade pelo errante poeta haikai Matsuo Bashō.
Ele demonstrou simpatia aos missionários e comerciantes cristãos no Japão. Além de permitir pregações em seu território, ele também soltou o prisioneiro Padre Sotelo das mãos de Tokugawa Ieyasu. Date Masamune deixou Sotelo, assim como outros missionários, praticar a sua religião e fazer conversões em Tōhoku.

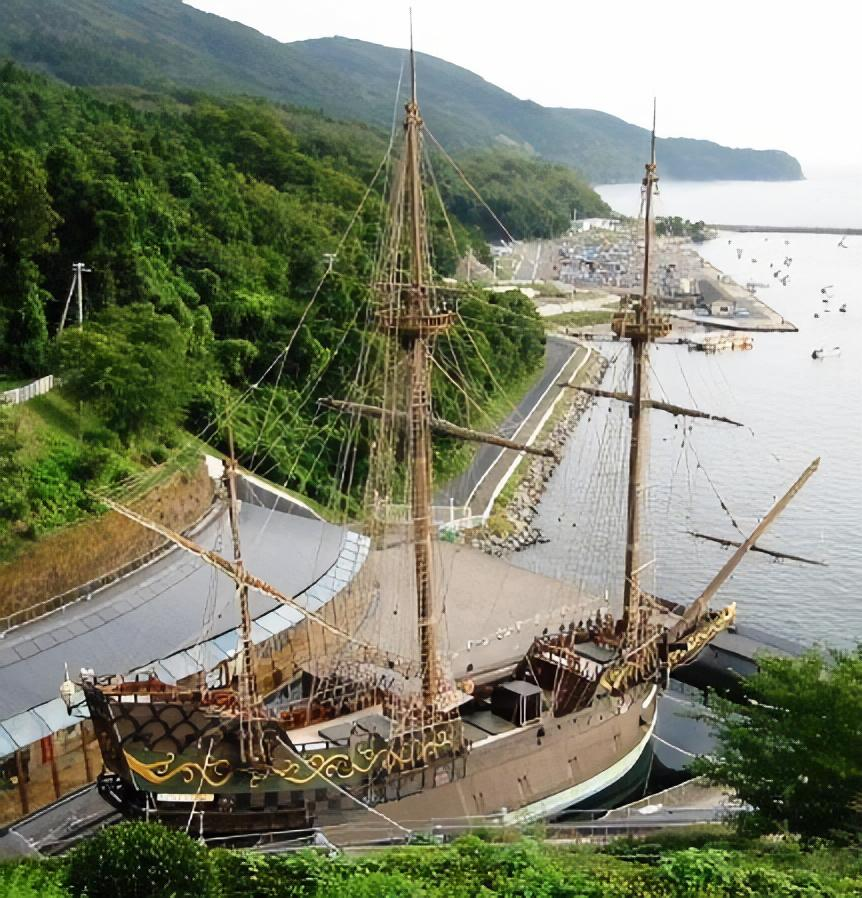
Réplica do galeão Date Maru, ou San Juan Bautista, em Ishinomaki, Japão.

O maior feito de Masamune foi fundar e patrocinar uma das poucas jornadas de diplomacia e exploração em além-mar do Japão. Ele ordenou a construção do navio Date Maru ou San Juan Bautista, usando técnicas estrangeiras (europeias) de construção de navios. Ele mandou um dos seus servidores, Hasekura Tsunenaga, Sotelo, e uma embaixada de 180 pessoas em uma viagem para estabelecer relações com o papa em Roma. A expedição visitou lugares como Filipinas, México, Espanha e Roma, sendo a primeira viagem japonesa a navegar pelo mundo. Anteriormente, nunca nenhum senhor japonês financiou empreendimentos desse porte, então provavelmente foi a primeira viagem bem sucedida. Pelo menos cinco membros da expedição ficaram em Coria (Sevilha) da Espanha para evitar as perseguições de cristãos do Japão. 600 dos seus descendentes, com o sobrenome Japón, hoje vivem na Espanha.
Quando o governo Tokugawa baniu a cristandade, Masamune teve de obedecer à lei. Contudo, algumas fontes sugerem que a filha mais velha de Masamune, Iroha, era cristã.

## Família
- Pai
  - Date Terumune
- Mãe
  - Yoshihime, filha de Mogami Yoshimori, daimyo da província de Dewa
- Esposa
  - Megohime, filha de Tamura Kiyoaki, dono do castelo de Miharu na província de Mutsu
- Filhos
  - Date Hidemune (1591–1658), primeiro dono do domínio de Uwajima
  - Date Tadamune (1599–1658)
  - Date Munekatsu (1621–1679)
  - Date Munekiyo (1600–1634)
  - Date Munetsuna (1603–1618)
  - Date Munetaka (1607–1626)
  - Date Munesane (1613–1665)
  - Irohahime (1594–1661)
- Primos
  - Date Shigezane (1568-1646)

## Leitura complementar
- Kobayashi Seiji 小林清治. Date Masamune 伊達政宗. Tokyo: Yoshikawa Kōbunkan 吉川弘文館, 1959.
- Owada Tetsuo 小和田哲男. Date Masamune: shiden 伊達政宗: 史伝. Tokyo: Gakken 学研, 2000.
- Ken-ichi Sato 佐藤憲一. Cartas de Date Masamune 伊達政宗の手紙. Tokyo: Sinchosensho 新潮選書, 1995.